# Elisabethschule Marburg
Die Elisabethschule liegt in Ockershausen im Süden der Stadt Marburg. Sie ist eines der drei staatlichen Gymnasien Marburgs. Die nach Elisabeth von Thüringen benannte Schule ist ein fünfzügiges Gymnasium mit rund 1100 Schülern.

## Schulprofil
Die Elisabethschule hat sich für eine neunjährige Gymnasialzeit entschieden. Sie zeichnet sich durch eine Reihe besonderer Einrichtungen aus, die sie von anderen Gymnasien in der Umgebung unterscheidet:
Die Elisabethschule ist ein Gymnasium mit einem verlässlichen Ganztagsangebot gemäß Profil II der Richtlinie für ganztägig arbeitende Schulen in Hessen, das Arbeitsgemeinschaften, Förderkurse und Betreuungsangebote bis 16 Uhr gewährleistet.
Einen großen Stellenwert hat die internationale Ausrichtung der Elisabethschule, wie sie in dem breiten Fremdsprachenangebot, dem bilingualen Unterricht, in den Auslandsaufenthalten und Erasmus+-Projekten zum Ausdruck kommt. Auch die Zertifizierung der Fremdsprachenkenntnisse unterstützt die Schule mit entsprechenden Vorbereitungskursen. Seit 2014 verleiht die Elisabethschule für Mehrsprachigkeit in Verbindung mit ausgewiesenen Europa-Kompetenzen und Auslandserfahrung das CertiLingua-Zertifikat.
Die Elisabethschule ist das einzige Marburger Gymnasium, welches in der Regel von der Jahrgangsstufe 6 bis zur Jahrgangsstufe 8 einen nach Geschlechtern getrennten Sportunterricht erteilt.

## Unterricht
Das übliche Fächerangebot hessischer Gymnasien wird an der Elisabethschule durch einige Schwerpunktsetzungen ausgeschärft.
Fremdsprachen
Neben Englisch, das verpflichtend für alle Schüler ab der Jahrgangsstufe 5 ist, bietet die Elisabethschule ab der Jahrgangsstufe 7 Französisch und Latein als zweite Fremdsprache an. Ab der Jahrgangsstufe 9 werden mit Spanisch und Russisch zwei weitere Fremdsprachen angeboten. Russisch wird in Kooperation mit der Martin-Luther-Schule angeboten und wird in verschiedenen Niveau-Stufen angeboten. Ab der Klasse 11 können Italienisch und Russisch als dritte oder vierte Fremdsprache begonnen werden.
Bilingualer Unterricht
Die Elisabethschule bietet ab Klasse 7 die Einwahlmöglichkeit in eine sog. „Bilinguale Klasse“ an. Die Fächer Erdkunde, Geschichte sowie Politik und Wirtschaft werden in dieser Klasse bilingual, also auch in englischer Sprache, angeboten. Die Teilnahme am bilingualen Unterricht wird im Zeugnis vermerkt und am Ende der Mittelstufe bzw. mit dem Abiturzeugnis zusätzlich durch Zertifikat bestätigt.
Naturwissenschaften
Für die naturwissenschaftlichen Fächer Physik, Biologie und Chemie stehen jeweils drei Fachräume zur Verfügung. Beginnend mit dem NaWi-Projekt in Klasse 5 gibt es eine Reihe Vertiefungsmöglichkeiten, unter anderem Kurse für besonders leistungsstarke Schüler, die am Unterrichtsvormittag forschend tätig werden. Aus diesen sog. Pull-out-Kursen sind in den letzten Jahren regelmäßig Preisträger des Wettbewerbs „Jugend forscht“ hervorgegangen.
Musische Fächer
Im musischen Bereich wird mit dem Leistungsfach Kunst in der Oberstufe ein besonderer Akzent gesetzt. Gleichzeitig stellt die Theaterarbeit mit ihren vielbeachteten Inszenierungen einen Schwerpunkt dar, der sowohl aus dem Pflichtbereich des Faches „Darstellendes Spiel“ als auch aus den Arbeitsgemeinschaften erwächst. Für das Fach Musik gibt es zwei Musikräume, einer ist mit einem Flügel und einer mit einem Klavier ausgestattet. Hinzu kommen drei Kunsträume sowie speziell für Theater ausgerüstete Räume.
Computerräume
Alle Fach- und Klassenräume sind mit Computern und Projektoren ausgestattet. Zu Unterrichtszwecken steht flächendeckend WLAN zur Verfügung. Daneben gibt es zwei klassische Computerräume.
Kooperationen
Bei Fremdsprachen wie Spanisch und Italienisch kooperiert die Elisabethschule in der Oberstufe regelmäßig mit den anderen staatlichen Gymnasien in Marburg, der Martin-Luther-Schule und dem Philippinum, da häufig nicht genügend Anmeldungen vorliegen, um in jeder Schule selbstständige Kurse anzubieten.

## Sportmöglichkeiten
Für die eigenen Schüler bietet die Elisabethschule verschiedene Sporteinrichtungen. Dazu gehören auch Einrichtungen, die sich auf den Schulhöfen befinden, wie beispielsweise das Fußball- und das Basketballfeld sowie die Kletterwand. Die Sporthalle der Elisabethschule befindet sich links des Eingangsbereichs des Hauptgebäudes. In der kleinen, nur aus einem Feld bestehenden Halle findet jedoch nur ein kleiner Teil des Hallen-Sportunterrichts statt. Hierfür werden unter anderem die Halle am Georg-Gaßmann-Stadion, die Halle des benachbarten Gymnasiums Philippinum, die Halle der Kaufmännischen Schulen sowie die Halle der Freien Waldorfschule Marburg genutzt. Neben dem Hauptraum findet sich in der Sporthalle der Schule auch ein kleiner Gymnastikraum, der zudem als Aufwärmraum genutzt werden kann.
Sportplatz
Die Elisabethschule besitzt einen eigenen Aschesportplatz. Dieser kann im Sportunterricht für verschiedene Sportarten genutzt werden. Neben dem eigenen Platz werden vor allem auch die Sportplätze im und am Georg-Gaßmann-Stadion – jeweils ein Rasen-, Hart- und Kunstrasenplatz – für den Sportunterricht genutzt.
Bootshaus
Der Förderverein der Elisabethschule besitzt im Norden Marburgs ein eigenes, im Jahr 1930 erbautes Bootshaus, das er der Schule zur Verfügung stellt. Ein Teil des Sportunterrichts der Oberstufe findet dort statt. Dafür kommen unterschiedliche Bootsklassen zum Einsatz: Neben Kajaks und Kanadiern gibt es auch unterschiedliche Ruderboote. Das Bootshaus wird zudem auch häufig für Feiern genutzt.

## Über den Unterricht hinaus
Die Elisabethschule bietet für ihre Schüler verschiedene Sport- und Freizeiteinrichtungen für ein weitergehendes Engagement.
Bibliotheken
In der Schülerbibliothek im Erdgeschoss gibt es umfangreiche Bestände zum Lernen und zum Entspannen, mit Schwerpunkten für die Klassen 5 und 6 und im Bereich der Abiturvorbereitung. Die Bibliothek ist ganztägig geöffnet und ist mit Schreibtischen, Gruppenarbeitsplätzen und Computerplätzen ausgestattet. Daneben gibt es noch eine Lehrerbücherei sowie die Lehrmittelbücherei für die Schulbücher.
Schülervertretung
Die SV der Schule vertritt die Interessen der Schüler. Sie besteht aus Schulsprechern, Unter-, Mittel- und Oberstufensprechern, Schulkonferenzmitgliedern, SV-Lehrern und freiwilligen Helfern.
Schulhöfe
Die Elisabethschule liegt auf einem großen und abwechslungsreich gestalteten Gelände. Der große vordere Schulhof vor dem Hauptgebäude ist unter anderem mit Tischtennisplatten, einem kleinen Fußballfeld sowie einem Basketballplatz ausgestattet. Der hintere, vor dem dritten Gebäudetrakt gelegene Schulhof wird vor allem von Schülern der Jahrgangsstufen fünf und sechs genutzt. Dort besteht auch die Möglichkeit, sich sportlich an einer Kletterwand zu betätigen.
Cafeteria
Die Cafeteria der Elisabethschule bietet neben Backwaren während des Vormittags auch drei Mittagessen-Varianten. Außerdem wird der Raum der Cafeteria von Schülern häufig als Treffpunkt und zum Lernen genutzt.
La-Paz-Hilfsprojekt
Im Rahmen der Feierlichkeiten anlässlich des 125-jährigen Schuljubiläums startete die Elisabethschule 2004 ein Hilfsprojekt für das Kinder-, Jugend- und Schulzentrum Kurmi Wasi in La Paz in Bolivien. In den folgenden Jahren setzte die Schule das Hilfsprojekt fort.
Erasmus+
Die Elisabethschule beteiligt sich am Erasmus+-Programm der Europäischen Union. Die vorherigen Schulpartnerschaften im Rahmen des Comenius-Programms waren u. a. mit Schulen in Finnland, Spanien, Frankreich und Italien. Die letzten Erasmus-Projekte sind:
- 2017–2019 (K1 Mobilitätsprojekt): Information and communications technology (ICT)
- 2018–2020 (K2 Schulpartnerschaften mit Tallinn/Estland, Helsinki/Finnland, Paris/Frankreich und Granada/Spanien): Fit For Future – Sustainable Learning
- 2021–2027 Akkreditierung als Erasmus+-Schule, beginnend mit Betriebspraktika in Spanien (Sevilla) und Frankreich (Troyes)

Arbeitsgemeinschaften (AGs)
Die Schule bietet ein vielfältiges AG-Angebot im Rahmen der Ganztagsbetreuung an. Die Einwahlen für die neu aufgenommenen Schüler der Klassen 5 erfolgen einige Wochen nach Beginn des Schuljahres.

## Schulgeschichte

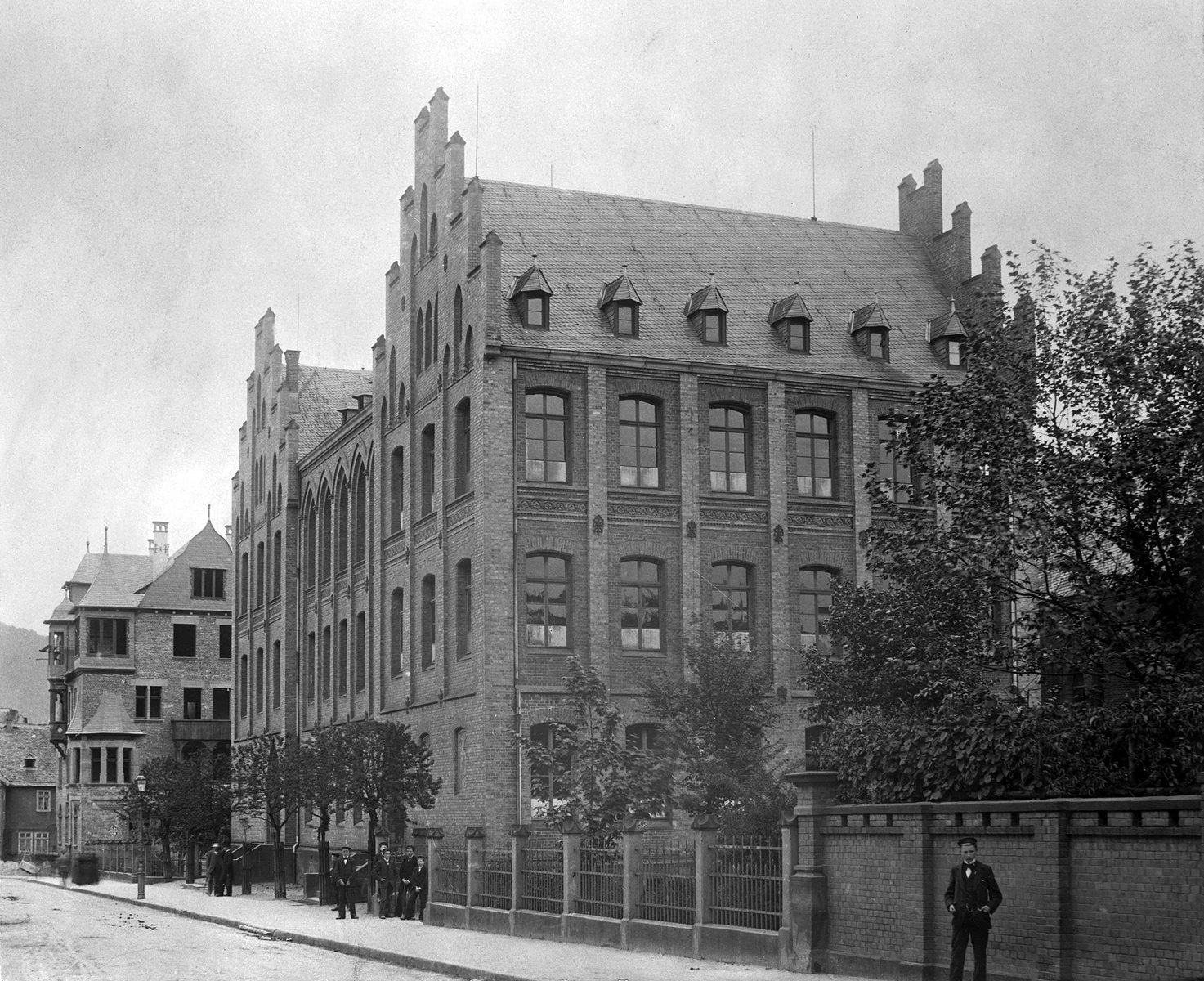
Ursprüngliches Schulgebäude in der Universitätsstraße um 1898

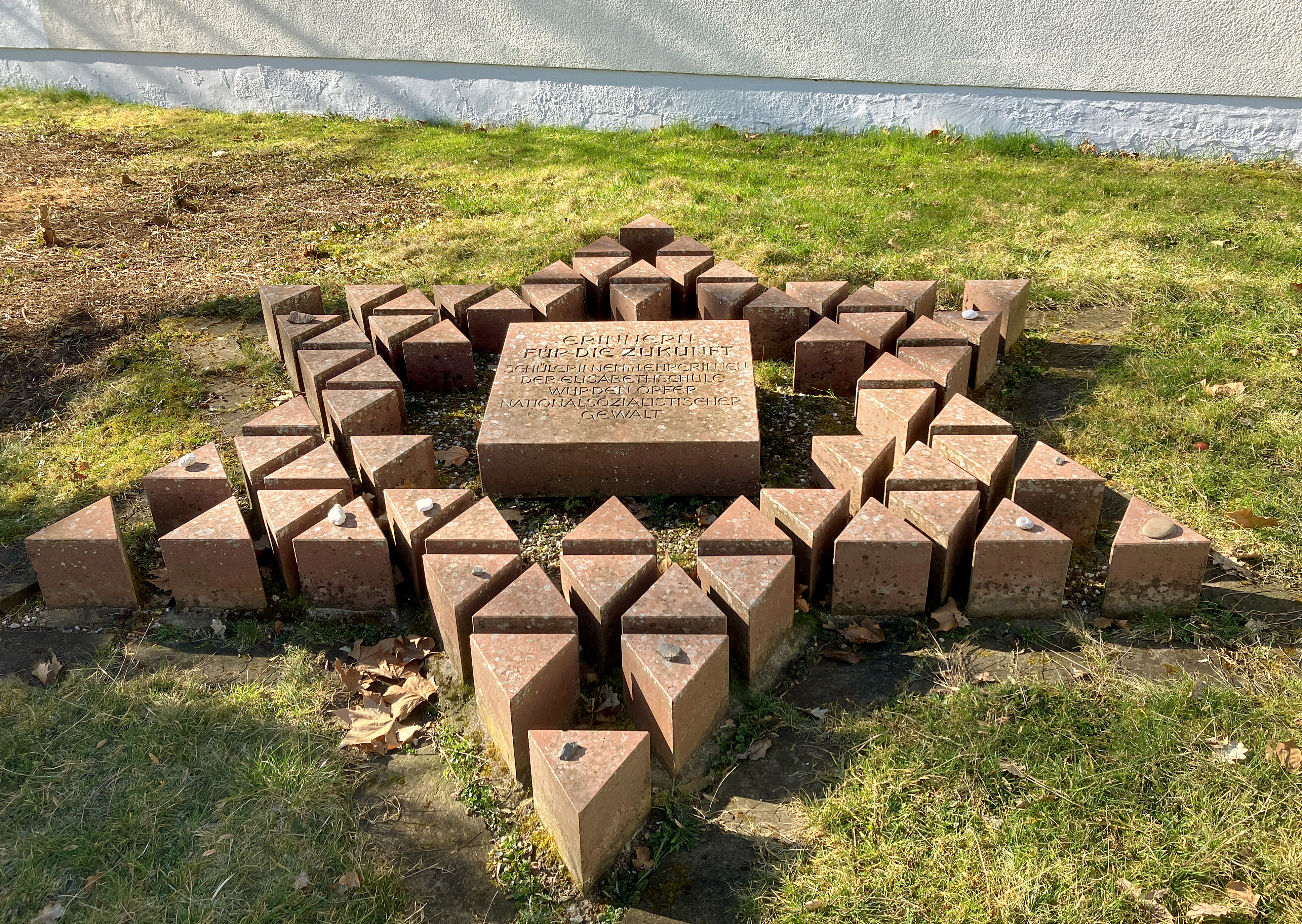
Denkmal für die getöteten jüdischen Schülerinnen und Lehrerinnen

Die Schule wurde im Jahr 1879 als Höhere Töchterschule, also als reine Mädchenschule, gegründet. Im Zweiten Weltkrieg wurde der Unterricht bis zum 18. März 1945 aufrechterhalten. Nach dem Krieg wurde wieder ab 15. Januar 1946 unterrichtet, nachdem die Militärregierung die Genehmigung erteilt hatte. Ab 1969 wurden an der inzwischen umbenannten Elisabethschule auch männliche Schüler aufgenommen. Im Herbst 2004 feierte die Elisabethschule ihr 125-jähriges Bestehen mit einer Festwoche.
Geschichte der jüdischen Schülerinnen der Schule
Zwischen der Gründung der Schule und dem Jahr 1938 besuchten insgesamt 180 jüdische Schülerinnen die damals reine Mädchenschule. Sie wurden teilweise auch von jüdischen Lehrerinnen unterrichtet. Die meisten der Schülerinnen und Lehrerinnen verließen die Schule bereits vor dem Beginn des Nationalsozialismus 1933. Alle Schülerinnen und Lehrerinnen jüdischen Glaubens, die zu dieser Zeit noch an der Schule waren, mussten diese zwischen 1936 und dem November 1938 zwangsweise verlassen.
Für die wahrscheinlich 66 ehemaligen und damaligen Schülerinnen und auch Lehrerinnen, die die Zeit den Holocaust nicht überlebten und meist in den Konzentrationslagern starben, wurde 1993 am Zugang zum Hauptgebäude der Schule ein Denkmal in Form eines Davidsterns, bestehend aus 66 Dreiecken, erbaut und eingeweiht.
Gebäudegeschichte

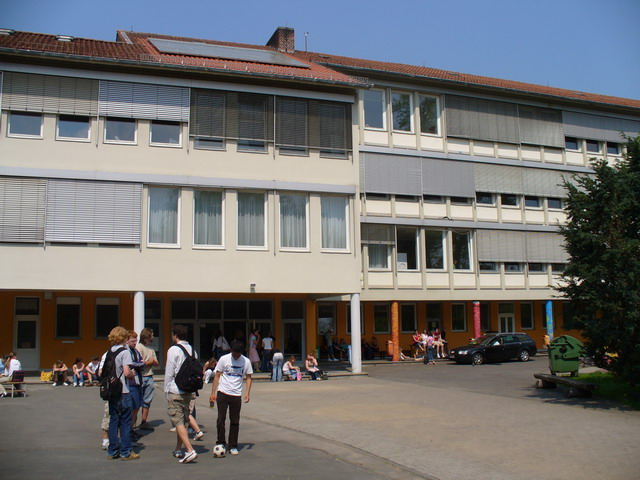
Hauptgebäude noch ohne Cafeteria-Erweiterung

Das ursprüngliche Schulgebäude der Elisabethschule lag im Stadtzentrum Marburgs in der Universitätsstraße gegenüber dem Garten des Gedenkens, wo bis 1938 die Synagoge stand. Es existiert heute nicht mehr. Mitte der 1950er-Jahre wurde, auch dank des Engagements der damaligen Schulleiterin Dorothea Hillmann, das neue Gebäude in der Leopold-Lucas-Straße im Marburger Süden erbaut. Es wurde 1957 eingeweiht und in der Folgezeit, beispielsweise 1983 durch den naturwissenschaftlichen Erweiterungsbau, mehrfach aus- und umgebaut.
Aktuell besteht die Elisabethschule somit aus dem drei- bis vierstöckigen Hauptgebäude (Teil A), in dem auch die Verwaltung der Elisabethschule und die Lehrereinrichtungen untergebracht sind, dem dreistöckigen naturwissenschaftlichen Erweiterungsbau (Teil B) und einem drei weiteren Gebäudeflügeln (C, D sowie E-F), in dem vor allem Klassenräume der jüngeren Jahrgangsstufen untergebracht sind. Zudem gibt es zwei Klassenräume (H), die an die Sporthalle der Schule angebaut wurden.

## Personalia
Schüler
Die Zahl der Schüler liegt bei rund 1100. Die Schule nimmt vorrangig Schüler aus dem Stadtgebiet Marburgs auf, Kinder aus Umlandgemeinden können nicht immer aufgenommen werden. Nach Marburg zuziehende Kinder können in der Regel aufgenommen werden. Die Zahl der Abiturienten an der Elisabethschule schwankt von Jahr zu Jahr üblicherweise um 110 herum.
Lehrer
An der Elisabethschule sind im Schuljahr 2018/2019 ca. 100 Lehrkräfte und Schulleitungsmitglieder, davon 18 Referendare beschäftigt. Die Schule ist traditionell Ausbildungsschule: Neben der hohen Zahl der Referendare sind eine Reihe Lehrer an der Universität Marburg oder am Studienseminar Marburg in der Lehrerausbildung tätig. Immer wieder sind zahlreiche Praktikanten der Universität Marburg mit den Lehrern begleitend unterwegs.
Schulleitung
Schulleiter Gunnar Merle ist seit Sommer 2019 im Amt. Er löste Tobias Meinel ab, der nach 10 Jahren in Ruhestand gegangen war. Zuvor war Karl Heinz Fuchs seit 1999 Schulleiter der Elisabethschule als Nachfolger von Reimer Wulff.
Bekannte ehemalige Lehrer
- Amalie Froehlich (1924 bis 1936 Lehrerin), Abgeordnete im ersten preußischen Landtag

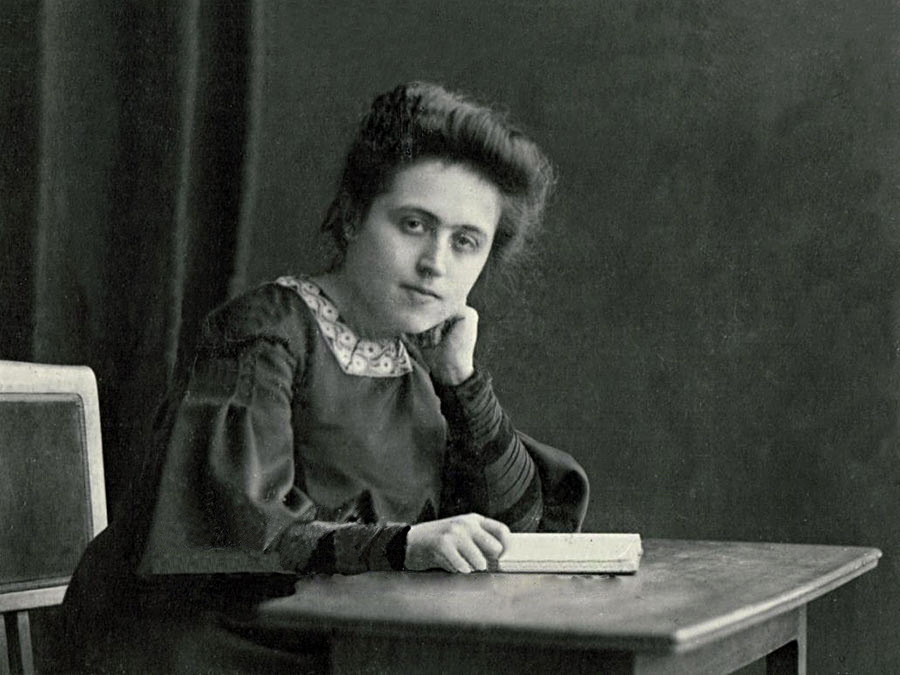
Hedwig Jahnow

- Hedwig Jahnow (1925 bis 1935 stellvertretende Schulleiterin) – Alttestamentlerin und erste Frau im Marburger Magistrat; 1935 als Jüdin zwangsweise in den Ruhestand versetzt, 1942 inhaftiert und ins Ghetto Theresienstadt deportiert, wo sie am 22. März 1944 an Unterernährung starb.
- Friedrich Sell (1933 bis 1937 Lehrer) – wurde 1937 wegen seiner humanistischen Einstellung auf Betreiben eines Marburger Nationalsozialisten vorzeitig entlassen und emigrierte daraufhin in die USA.[1]
- Dorothea Hillmann besuchte ab 1901 die Höhere Töchterschule, aus der später die Elisabethschule hervorging. 1948 wurde sie als Oberstudienrätin an die Schule versetzt und war dann von April 1949 bis 1960 deren Direktorin.
- Andreas Hillgruber (1962 bis 1964 Schulleiter) – war ein deutscher Historiker und Spezialist für die militärische, politische und diplomatische deutsche Geschichte zwischen 1871 und 1945.
- Christiane Uhlhorn (1978 bis 1988 OStR'in Englisch und Geschichte) war zunächst als Abgeordnete im Hessischen Landtag, als Lehrerin brachte sie ihre Überzeugung für Demokratie ihren Schülern gerne nah.

Bekannte ehemalige Schüler

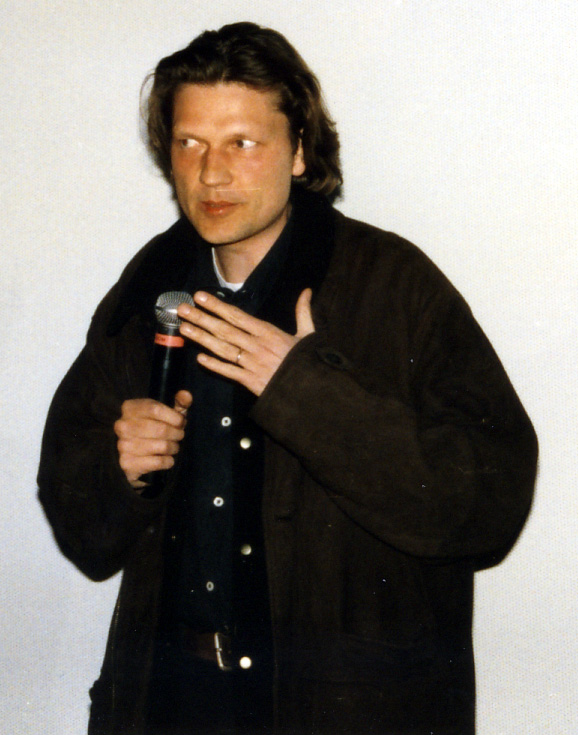
Roland Suso Richter

- Clotilde Freiin Schenck zu Schweinsberg (Abitur 1929 an der Elisabethschule) – Schriftstellerin und Künstlerin
- Rosa Friess (Abitur 1936 an der Elisabethschule) – Malerin
- Margot Käßmann (Abitur 1977 an der Elisabethschule) – Pastorin, ehemalige Ratsvorsitzende der Evangelischen Kirche in Deutschland und Bischöfin der Evangelisch-Lutherischen Landeskirche Hannovers
- Roland Suso Richter (Abitur 1980 an der Elisabethschule) – Filmregisseur und Produzent
- Kerstin Krieglstein (Vorgezogenes Abitur 1981 an der Elisabethschule) – Neurowissenschaftlerin und derzeit Rektorin der Universität Konstanz
- Thomas Kerler (Abitur 1983 an der Elisabethschule) – Professor für Mathematik, zurzeit an der Ohio State University
- Edlyn Teske (Abitur 1987 an der Elisabethschule) – ehemals Professorin für Kryptologie an der University of Waterloo, inzwischen auf dem gleichen Arbeitsfeld in der Privatwirtschaft tätig
- Gyburg Uhlmann (verließ die Elisabethschule 1991 nach der Jahrgangsstufe zehn) – Philologin und Altertumswissenschaftlerin, Preisträgerin des Gottfried-Wilhelm-Leibniz-Preises, 2023 Gründungs-Chair des Departments Liberal Arts and Sciences sowie Professorin für Klassische Philologie, Gräzistik an der Technischen Universität Nürnberg (UTN)
- Victoria Mayer (Abitur 1995 an der Elisabethschule) – Schauspielerin, spielt die Kriminaloberkommissarin Sofia Lechner in der ZDF-Fernsehserie Stolberg und besetzte Nebenrollen in verschiedenen Kino- und Fernsehproduktionen
- Peter Güde (Abitur 1997 an der Elisabethschule) – Film- und Serienproduzent sowie Drehbuchautor, Preisträger des Bayerischen Fernsehpreises 2016
- Lars Weißenfeldt (Abitur 1999 an der Elisabethschule) – Fußballspieler, zuletzt beim FSV Frankfurt, zuvor bei Eintracht Frankfurt und Kickers Offenbach aktiv
- Laura Stullich (Abitur 2006 an der Elisabethschule) – siebenfache Weltmeisterin und mehrfache Deutsche Meisterin im Rhönradturnen
- Max Radestock (Abitur 2008 an der Elisabethschule) – Schauspieler und Regisseur

## Förderverein (seit 2000)
Zur Unterstützung der pädagogischen Arbeit wurde an der Elisabethschule ein Förderverein gegründet. Er trat an die Stelle des Ehemaligenvereins und übernahm dessen Vereinsvermögen einschließlich des Bootshauses an der Lahn. Mitglieder des Vereins sind sowohl Eltern von Schülern wie auch aktuelle und ehemalige Schüler und Lehrer der Schule. Mit dem jährlichen Mitgliedsbeitrag von 30 Euro unterstützt der Verein die Schule vor allem bei Anschaffungen.

## Ehemaligenverein (1929–2000)
Der Ehemaligenverein der Elisabethschule wurde 1929 zum 50-jährigen Bestehen der Schule gegründet. Der wesentliche Vereinszweck bestand darin, das Bootshaus an der Lahn zu erwerben, auszubauen und zu unterhalten. Außerdem hatten sich die Mitglieder des Vereins zum Ziel gesetzt, die Kontakte zwischen den ehemaligen Schülern wie auch Lehrern zu pflegen und die pädagogische Arbeit der Schule bei der Beschaffung und der Erhaltung von Lehrmitteln zu unterstützen. Im Jahr 2000 ging der Ehemaligenverein in dem neu gegründeten Förderverein auf.

## Partnerschulen
- Schweiz: Real- und Sekundarschule, Aarberg
- Finnland: Maunulan Yhteiskoulu, Helsinki
- Frankreich: Saint-John-Perse, Pau
- Frankreich: Lycée Charles et Adrien Dupuy, Le Puy-en-Velay
- Italien: Scuola media statale „Colombo“, Tarent
- Italien: Castano primo, Mailand
- Russland: Gymnasium 1527, Moskau
- Bolivien: Kurmi-Wasi Schule in La Paz
- Spanien: I.E.S Santo Domingo, El Puerto de Santa María/Andalusien